# Astragalus oxyphysopsis
Astragalus oxyphysopsis är en ärtväxtart som beskrevs av Rupert Charles Barneby. Astragalus oxyphysopsis ingår i släktet vedlar, och familjen ärtväxter. Inga underarter finns listade i Catalogue of Life.